# Кавана, Крис
Кристофер Кавана (англ. Christopher Kavanagh; род. 4 сентября 1985, Манчестер, Большой Манчестер) — английский футбольный судья, обслуживающий матчи Премьер-лиги. Арбитр ФИФА с 2019 года.

## Судейская карьера
Уроженец Манчестера, Крис начал судейскую карьеру в 1998 году в возрасте 13 лет, обслуживая любительские матчи региональных лиг.
В сезоне 2012/13 начал обслуживать матчи Футбольной конференции (пятого дивизиона в системе футбольных лиг Англии). В сезоне 2014/15 начал обслуживать матчи Футбольной лиги. В 2017 году был включён в Избранную группу судей (англ. Select Group of Referees) и начал судить матчи Премьер-лиги. Первый матч Премьер-лиги, в котором Кавана был главным судьёй, состоялся 8 апреля 2017 года: это была игра между клубами «Вест Бромвич Альбион» и «Саутгемптон».
В 2019 году Кавана был включён в список судей ФИФА.